# Mont Upepesanke
Le mont Upepesanke (ウペペサンケ山, Upepesanke-yama) est un dôme de lave culminant à 2 013 m d'altitude dans le groupe volcanique Nipesotsu-Maruyama des monts Ishikari sur l'île de Hokkaidō au Japon.